# Елабужский уезд
Елабужский уезд — административно-территориальная единица в составе Вятской губернии. Административный центр — город Елабуга.

## История
В 1775 году Екатерина II приступила к реформе местного управления. Была создана система наместничеств, подчиненных генерал-губернаторам. 11 сентября 1780 года был издан высочайший указ об открытии Вятского наместничества. Оно было подчинено генерал-губернатору Нижегородскому, Костромскому и Вятскому, резиденция которого находилась в Нижнем Новгороде. Торжественное открытие Вятского наместничества состоялось 18 декабря 1780 года. В его состав, кроме трех уездов Вятской провинции, вошли части Казанского, Козьмодемьянского, Царевококшайского уездов Казанской губернии и часть Оренбургского и Уфимского уездов Оренбургской губернии. Вновь образованное наместничество было разделено на 13 уездов, в том числе был создан Елабужский уезд. В 1796 году Вятское наместничество было преобразовано в губернию.
27 марта 1919 года Елабужский уезд был передан в Казанскую губернию.
27 мая 1920 года из Елабужского уезда в Мензелинский кантон новообразованной Автономной Татарской ССР была передана Солаушская волость, а в Мамадышский кантон — Черкасовская волость.
18 июня 1920 года Елабужский уезд в составе города Елабуга, Александровской, Алнашской, Бемышевской, Билярской, Больше-Кибьинской, Варзиятчинской, Васильевской, Граховской, Ильинской, Качкинской, Козыльской, Кураковской, Лекаревской, Можгинской, Мушаковской, Новогорской, Поршурской, Пьяноборской, Сарсак-Омгинской, Старочекалдинской, Староятчинской и Трёхсвятской волостей был возвращён в Вятскую губернию.
5 января 1921 года Елабужский уезд был упразднён. При этом город Елабуга, Бимская, Качкинская, Козыльская, Ленинская, Пьяноборская, Сарсак-Омгинская, Старочекалдинская и Трёхсвятская волости были переданы в Елабужский кантон Автономной Татарской ССР, Мушаковская волость — в Сарапульский уезд Пермской губернии, Александровская, Алнашская, Билярская, Большекибьинской, Варзиятчинская, Васильевская, Граховская, Можгинская, Новогорская, Поршурская, Староятчинская и Троцкая волости — в Можгинский уезд Вотской АО, а Ильинская волость — в Ижевский уезд Вотской АО.

## Географическое положение
Елабужский уезд занимал площадь в 7728 км². Поверхность уезда пересекается двумя не особенно высокими валами. Один из них идет из Сарапульского уезда и делит уезд на две почти равные части. В северной части уезда особенно холмиста местность, занимаемая волостями: Казыльской, Лекаревской и Качкинской. Юго-западная часть уезда представляется довольно ровной, с покатостью к реке Вятке. Долина реки Иж представляет собой низину и местами принимает болотистый характер. Уезд орошается притоками двух рек Камы и Вятки. Волга протекает по уезду на 25 верст. Из её притоков более значительны реки Вала и Ушек. Кама протекает по границе уезда на 145 верст. Имеет громадное значение для уезда как водный путь. Притоки её: река Иж (протекает на 60 верст по уезду), реки Тойма и Танайка.

## Административное деление
Административно-территориальное деление уезда на 3 сентября 1785 года.
- Елабужская волость (дворцовые крестьяне),
- Каракулинская волость (дворцовые крестьяне),
- Пьяноборская волость (дворцовые крестьяне),
- Танаевская волость (экономические крестьяне),
- Свиногорская волость (экономические крестьяне),
- Тихогорская волость (экономические крестьяне),
- Байлярская волость (тептяри),
- Елдашева сотня Куликеева (служилые татары),
- Саралинская волость (приписные к заводам крестьяне),
- Котловская волость (приписные к заводам крестьяне),
- Чегандинская волость (ясачные крестьяне),
- Матвеева сотня Афанасьева (крещеные вотяки),
- Афанасьева сотня Исаева (крещеные вотяки),
- Алексеева сотня Прокопьева (крещеные вотяки),
- Иванова сотня Иванова (крещеные вотяки),
- Васильева сотня Платонова (крещеные вотяки),
- Аитова сотня Юсупова (некрещеные вотяки),
- Маматкулова сотня Маматаева (черемисы),
- Макарова сотня Дмитриева (черемисы),
- Герасима Иванова сотня (крещеные татары),
- Петрова сотня Лукоянова (ясачные татары: крещеные и мусульмане),
- Ермакова сотня Юртаева (ясачные татары: крещеные и мусульмане),
- Ибрашкина сотня Килеева (ясачные татары – мусульмане),
- Хаметева сотня Бакирова (ясачные татары – мусульмане),
- Мазитова сотня Килеева (ясачные татары – мусульмане),
- Тойкина сотня Абдулова (ясачные татары – мусульмане).

Кроме того, у вотяков и ясачных татар в уезде были безсотенные деревни, а помещичьи деревни учитывались отдельно, они в состав волостей (сотен) на 1785 г. не входили.
Административно-территориальное деление уезда на 1915 год:
| Наименование                                                                                 | Административный центр | Население | Сельских обществ | Дворов |
| -------------------------------------------------------------------------------------------- | ---------------------- | --------- | ---------------- | ------ |
| І стан (город Елабуга)                                                                       |                        |           |                  |        |
| Трёхсвятская волость                                                                         | деревня Трёхсвятская   | 13 915    | 12               | 2 512  |
| Качкинская волость                                                                           | село Качка             | 4 565     | 7                | 972    |
| Лекаревская волость                                                                          | село Лекарево          | 11 385    | 8                | 1 930  |
| Козыльская волость                                                                           | село Костенеево        | 10 982    | 11               | 1 973  |
| Черкасовская волость                                                                         | деревня Черкасово      | 20 257    | 26               | 3 354  |
| К Черкассовской волости принадлежат 89 хуторов, из которых в 1912 году образованы 3 общества |                        | 494       | 3                | 94     |
| Староятчинская волость                                                                       | село Старые Ятчи       | 9 823     | 15               | 1 648  |
| ІI стан (село Можга)                                                                         |                        |           |                  |        |
| Новогорская волость                                                                          | село Новогорское       | 5 657     | 7                | 901    |
| Граховская волость                                                                           | село Грахово           | 16 897    | 20               | 2908   |
| Бемышевская волость                                                                          | село Бемыж             | 7 274     | 7                | 1162   |
| Васильевская волость                                                                         | село Васильево         | 10 105    | 17               | 1 805  |
| Можгинская волость                                                                           | село Можга             | 15 003    | 25               | 2566   |
| Поршурская волость                                                                           | село Поршур            | 3 222     | 5                | 594    |
| Билярская волость                                                                            | село Биляр             | 6 994     | 11               | 1101   |
| ІII стан (село Сарсак-Омга)                                                                  |                        |           |                  |        |
| Александровская волость                                                                      | село Александрово      | 7 886     | 18               | 1 198  |
| Мушаковская волость                                                                          | село Мушак             | 13 215    | 17               | 2 242  |
| Алнашская волость                                                                            | село Алнаши            | 14 726    | 32               | 2 307  |
| Ильинская волость                                                                            | село Ильинское         | 8 263     | 22               | 1 387  |
| Сарсак-Омгинская волость                                                                     | село Сарсак-Омга       | 11 011    | 14               | 1 970  |
| Больше-Кибьинская волость                                                                    | село Большая Кибья     | 10 719    | 20               | 1 814  |
| ІV стан (село Пьяный Бор)                                                                    |                        |           |                  |        |
| Варзи-Ятчинская волость                                                                      | село Варзи-Ятчи        | 13 498    | 26               | 2 353  |
| Кураковская волость                                                                          | село Кураково          | 20 532    | 33               | 3 528  |
| Пьяноборская волость                                                                         | село Пьяный Бор        | 12 816    | 18               | 2 298  |
| Салаушская волость                                                                           | село Салауш            | 15 960    | 8                | 3 060  |

Вскоре после революции из Пьяноборской волости были выделены Старо-Чекалдинская и Бимская волости, из Мушаковской волости была выделена Кучуковская волость.

## Население
По переписи 1888 года занималось кустарными промыслами 12456 человек, с 604 наемными рабочими. Рогожников и кулевщиков было 3392 человека. Более 500 человек было валенщиков, кузнецов, смолокуров, вязальщиков рыбных снастей, лапоточников, портных и кирпичников. Рабочих на фабриках, заводах, мельницах и т. д. было 21178. Отхожими промыслами занималось 10572, извозом 1752, возкой дров 1310, торговлей 1070.
Всего жителей в 1892 году было 210168 человек (без уездного города). На 1 кв. версту приходилось 28,5 человек.
Жители по национальности:
| Национальность | Человек | %    |
| -------------- | ------- | ---- |
| Русские        | 108158  | 51,5 |
| Удмурты        | 53600   | 25,5 |
| Марийцы        | 6551    | 3,1  |
| Татары         | 29067   | 13,8 |
| Тептяри        | 6618    | 3,1  |
| Башкиры        | 6173    | 2,9  |

Жители по вероисповеданию:
| Национальность | Человек | %    |
| -------------- | ------- | ---- |
| Православные   | 168098  | 80,0 |
| Единоверцы     | 395     | 0,2  |
| Раскольники    | 1735    | 0,8  |
| Мусульмане     | 35113   | 16,7 |
| Язычники       | 4825    | 2,3  |

### Диссертации
Гараева, Альмира Кадыровна (1961-). Историко-лингвистический анализ топонимов Елабужского уезда : диссертация … кандидата филологических наук : 10.02.02. — Елабуга, 2004. — 165 с.